# Mikhaïl Savoyarov
Mikhaïl Nikolaïevitch Soloviev-Savoyarov (en russe : Михаил Николаевич Соловьёв-Савояров), né le 30 novembre 1876 à Moscou, mort le 4 août 1941 dans la même ville, dit Mikhaïl Savoyarov (Михаил Савояровъ), son pseudonyme (nom de jeune fille de la mère) vient du mot français « Savoie », « Savoye », «Savoyard»,, est un chansonnier russe (moins soviétique), artiste de cabaret, compositeur, poète et mime excentrique de l'époque de l'âge d'argent, le seul fumiste sur la scène de l'empire russe.:57–58 Au début du XXe siècle, il est connu pour l’exécution de ses propres chansons et couplets d'une grande connaissance et de la réputation d'un «artiste du style brut».:544
Il atteint le sommet de sa gloire dans les années de guerre (1914-1917), après une série de chansons particulièrement populaires (Lune ivre, Kitty-Chatte, Notre culture, Remercier humblement), quand il reçoit le titre informel de « Roi de l’Excentrique ». C’est aussi la période des relations amicales avec Alexandre Blok, qui valorisait l'œuvre de Savoyarov et assistait souvent à ses représentations, seul ou avec sa femme:544. En prenant en considération le moment du pic de son succès, on peut appeler Savoyarov un artiste de Petrograd.
Le petit-fils de Mikhaïl Savoyarov, Youri Savoyarov, est également un compositeur (savant) russe, ainsi qu'un artiste et un écrivain excentrique, connu sous le pseudonyme de Youri Khanon.

## Biographie
Mikhaïl Nikolaevitch Savoyarov (Soloviev) est né à Moscou le 30 novembre 1876. Même dans son enfance, il rencontra un poète satiriste Peter Schumacher (connu pour être un « chanteur de merde ») et, malgré la brièveté de ses contacts personnels, il valorisa son travail jusqu'à la fin de sa vie et se qualifia « d'étudiant (apprenti) de cordonnier » (le nom de famille Schumacher (Schuh-macher) traduit de l'allemand — signifie cordonnier). Jeune, sans formation musicale, Mikhaïl Savoyarov jouait du violon comme musicien autodidacte et prenait des leçons privées. À la fin des années 1890 il est venu à Saint-Pétersbourg et s’est engagé comme violoniste d’abord dans un opéra privé, ensuite au théâtre «Palace» (futur Théâtre de la comédie musicale de Leningrad). Le répertoire de ces théâtres composé principalement d’opérettes, a laissé une empreinte sur son style. Savoyarov a débuté sur scène comme ténor naïf d’opérette, remplaçant un acteur malade. Ce début a eu un certain succès. Il a bientôt quitté son service au théâtre à cause de son caractère indépendant pour devenir un artiste indépendant. Depuis 1905 on le voit participer aux différentes entreprises théâtrales musicales (appelées « les capellas ») ukrainiennes, russes, tsiganes ou « pseudo-françaises », qui étaient à la mode et lui assuraient un revenu.
Un jour Savoyarov a commencé à composer et à exécuter des couplets, en mettant d’abord en musique des couplets connus d’opérette ou folklorique, ensuite sa propre musique. Ses capacités poétiques et musicales lui ont permis une promotion en statut artistique et devenir auteur-compositeur-interprète. Son répertoire était composé principalement de chansons et de couplets accompagnés du piano, du violon, des danses, de la pantomime et d’un jeu excentrique d’acteur souvent ressemblant à la bouffonnerie. Remarquablement il y avait une conformité absolue de sa manière artistique à son nom Savoyarov évoquant le petit Savoyard, le Troubadour, musicien ambulant.

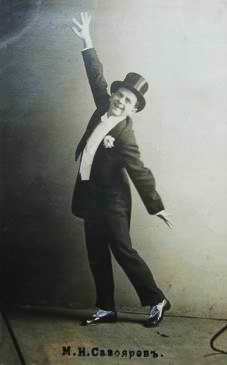
Mikhaïl Savoyarov – carte postale de 1914

En 1907 Savoyarov a eu du succès lors de la foire fameuse de Nijni Novgorod où il se produisait avec sa première femme Ariadna (Azagarina), connue déjà comme cantatrice des chansonnettes en français. Se produisant ensemble sous le nom de «duettistes franco-russes», ils avaient dans leur répertoire les mises en scène comiques et satiriques avec des chansons, des danses et des déguisements en utilisant largement des costumes de théâtre, le maquillage et même des petits décors. Une partie du répertoire était en français : solo et duo.
En 1914 Savoyarov a édité le premier recueil de ses textes à Saint-Pétersbourg et est entré à l’Association des auteurs dramatiques et musicaux. À quarante ans il écrit ses meilleurs œuvres et jouit d'une grande popularité. Son personnage préféré est un flâneur, un gandin, un petit bourgeois, habitué des «lieux de plaisir» - dans un frac chiffonné ou repassé, haut de forme ou chapeau melon, avec une canne à la main et un chrysanthème à la boutonnière. Savoyarov utilisait aussi l’image d’un gredin en composant pour cela des couplets spéciaux. Ainsi, un de ses couplets le représentait justement de cette façon : «Je suis gredin et j’en suis fier, je m’appelle Savoyarov» («Ya bosyak i tem gorzhusya, Savoyarovim zovusya»). La représentation de «soi-même» sur scène est caractéristique pour son œuvre.
De temps en temps sa reconnaissance dans le domaine très étroit - comme satirique et humoriste - lui pesait et il tentait de passer à la poésie de genre. Ainsi, on voit apparaître un œuvre pathétique Gloire aux femmes russes (avec le sens patriotique) ou une composition La mort d’un aviateur ; pourtant ces œuvres n’ont pas eu de succès.
Le sommet de la gloire de Savoyarov étant dans les années 1916-1917, ses couplets comiques Mon petit chat (Kisanka), S’étant promené (Pogulyal), Mille grâces (Blagodariu pokorno), Notre culture (Nacha kultura), Pour les dames (Iz-za dam) ont été réédités plusieurs fois, les citations de ces œuvres sont devenues proverbiales (et cela jusqu’à nos jours). Les couplets satiriques La Lune, la lune, est-il possible que tu sois ivre? (Luna, luna, neuzhto ti piyana?) étaient chantés par toute la ville de Petrpgrad. Mais c’étaient la chanson Notre culture qui a eu un succès particulièrement durable. Ils faisaient partie des répertoires de plusieurs artistes, avec l’accord de l’auteur ou sans celui-ci. Le refrain réprobateur de cette chanson (Les voilà les fruits de notre instruction, voilà notre culture!/ Vot vam plodi prosvesheniya, vot vam nasha kultura!) a été utilisé par les acteurs divers pour la création de versions rénovées jusqu’à la fin des années 1920.

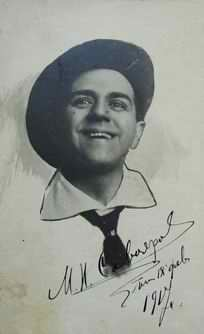
Mikhaïl Savoyarov – carte postale de 1916

Dans les années 1915-1917 les couplets de Savoyarov, toujours à l'ordre du jour, se distinguaient par des pointes d'esprit satiriques et politiques. C’est pourquoi certaines de ses chansons n’étaient pas éditées, des autres œuvres passaient par la censure et la réduction de nombre des couplets.
Dans les années de guerre Savoyarov fait connaissance avec Alexandre Blok. Ce dernier fréquentait souvent ses représentations aux cinémas et aux cafés-concerts. Parfois Blok emmenait avec lui des artistes qui lisaient sur scène des vers et des pièces du poète. Ainsi en 1918 il attirait l'attention de sa femme Lioubov Mendeleïeva-Blok à Savoyarov pour qu’elle apprenne sa manière excentrique (afin de lire le poème de Blok Les Douze). Vsevolod Meyerhold réalisant la pièce de Block Balagantchik (Théâtre forain), visitait aussi les présentations de Savoyarov. Selon Blok, le Balagantchik de Savoyarov était « beaucoup mieux que le nôtre ». Voici une note que Blok a laissée dans son journal :
« …Enfin Louba a vu Savoyarov qui fait des tournées en « miniature » côte à côte avec nous. - Il est inutile de mesurer par onces le talent des acteurs du théâtre Alexandrinski, se produisant toujours après le déjeuner et avant le dîner, si on a un vrai art en «miniatures»…
— (le 20 mars 1918, Alexandre Blok, ses journaux). »
Savoyarov lui aussi ne demeurait pas en reste : il a composé pour son spectateur fameux quelques chansons parodiant avec une ironie légère les vers connus de Blok. Le poète étant présent dans la salle, Savoyarov exécutait toujours ses chansons de parodie. Ce dialogue de deux artistes ravissait toujours le public.
La révolution d’octobre est devenue catastrophe pour toute la vie de la Russie, y compris la vie culturelle. Le coup d’État du 7 novembre 1917 a mis le point à la carrière artistique de Savoyarov au moment du pic de son succès.
Au début, après la révolution prolétaire Savoyarov, comme Alexandre Blok, essaie de collaborer avec le nouveau pouvoir. Pendant trois ans il est à la tête de l’union des artistes de variétés de Petrograd. Pourtant il est évincé par des artistes prolétaires «naturels». Dans les années 1920s Savoyarov recourt aux nouveaux sujets soviétiques, il continue à composer et à se produire. Sa Chanson d’une prolétaire (Pesenka proletarki, chanson d’opérette) et son romance-parodie Vous êtes vous-même (Vy vse ta zhе) exécutés par sa seconde femme Elena Nikitina (1899-1973), raillent des motifs décadents de Vertinski et ont un grand succès.
Savoyarov continue à donner des concerts dans l’URSS jusqu’à l’année 1930. Il a déjà passé la cinquantaine. Dans son répertoire de cette période on peut citer des couplets satiriques Quel passage! (Kakoy passage!, au rythme de charleston), des monologues dans le genre de rayok (la représentation traditionnelle de foire) comme Vous dites on casse la corde (Vy govorite, peregibaem palkou) ou Je veux aimer tout le monde (Khochu vsekh lubit, 1925), le feuilleton musical Ce ne sont pas des records ! (Tozhe mne, rekordy, 1929), la chanson-parodie Petites briques (Kirpichiki), etc. Pourtant il n’a pas réussi à répéter son succès de 1915.
Au début des années 1930 Savoyarov arrête de donner des concerts. Le climat politique du pays change, on voit apparaître des unions artistiques soviétiques et une libre réalisation des concerts devient impossible. Le parti bolcheviste n’admit pas d’œuvres excentriques ou satiriques.
En 1933 Savoyarov déménage de Léningrad à Moscou où il passe les sept dernières années de sa vie. Un mois et demi après le déclenchement de la guerre avec l’Allemagne, le 4 août 1941 Mikhaïl Savoyarov est décédé de la cardioclasie, dans le passage cocher au 43, rue Lesnaïa. Lors des raids aériens il ne se réfugiait pas dans l’abri anti-aérien.

## Influence artistique
Savoyarov, le premier en Russie, a développé sur scène un style excentrique d’auteur-compositeur-interprète, très distinct des performances de cirque ou de théâtre. Dans les années 1910s son succès et son influence se repandaient dans des « concerts musicaux » d’Igor Severianine comme dans des vers récités avec l’accompagnement de Mikhaïl Kouzmine. C’était Alexandre Blok qui a ressenti une plus grande influence de la manière excentrique de Savoyarov-artiste et même de Savoyarov-poète. On le voit  surtout dans l’œuvre post-révolutionnaire de Blok. Selon l’académicien Chklovsky son poème Les douze  a été  désapprouvé et mal compris notamment parce que Blok a été pris au sérieux comme d’habitude. Cependant, Les douze, ce portrait de Petrograd révolutionnaire comparé par Chklovski avec Le Cavalier de bronze de Pouchkine, présentait des nouveaux motifs :

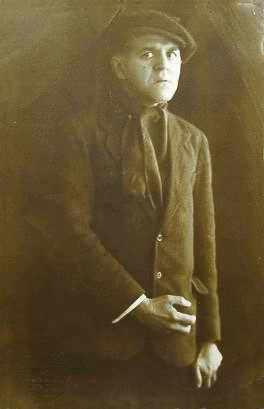
Mikhaïl Savoyarov en l’image d’un criminel – carte postale de 1915

« …Les douze est un œuvre ironique. Son style n’est pas celui des couplets folkloriques mais plutôt celui des malfaiteurs. C’est un style des couplets de rues, dans le genre des couplets de Savoyarov.
 »
— (Victor Chklovski «Compte de Hambourg» («Gambourgsky schet») : Articles, mémoires, essais. (1914-1933).
Chklovski référait à Savoyarov avec ses couplets de « genre déchiré » quand ce dernier se présentait sur scène en costume et avec un maquillage de bandit. George Balanchine a gardé dans sa mémoire Savoyarov exécutant ses fameux couplets des malfaiteurs: « Aliocha-cha! prend-toi d'un ton plus bas, arrête ta duperie » («Alesha, cha, vozmi poltonom nizhe, bros arapa zapravlyat»)… C’est cette ambiance criminelle qui régnait au Petrograd à l’époque de Les douze, dans une ville horrible lors de la période de troubles de l'hiver neigeux 1918.
Savoyarov a lancé en vogue les parodies musicales sur d’autres auteurs. Son Enfant ne va pas si vite (une réponse à la romance de Kouzmine L’enfant et la rose) et Vous êtes vous-même (parodie de la romance de Vertinsky Vos doigts sentent l'encens) sont devenus les plus célèbres. Lors de ses concerts des années 1920, souvent Savoyarov se déguisait, se grimait et exécutait le deuxième acte sous un nom (et avec un masque) d’« artiste Valertinsky ». Par ailleurs, cela a rendu service à Vertinski qui n’a pas été oublié pendant ses vagabondages.
Ses manières dégagées de chanter, de gesticuler, de se déplacer sans cesse sur la scène et de jouer du violon produisaient un grand effet. Après Savoyarov, dans les années 1920 et 1930, son disciple Grigory Krassavine a commencé à se produire avec un violon : c'était un chansonnier, premier interprète de la chanson Boublitchki de Jacob Yadov, reprise ensuite par Léonid Outiossov.
Dans les années 1930s plusieurs artistes suivaient les leçons de Savoyarov à Moscou et à Leningrad. Parmi ses disciples les plus connus de cette période on peut citer Arkady Raikin. Aujourd’hui on se rappelle rarement que dans les années 1930 Raikin débutait comme danseur-mime musical et excentrique ; il doit son premier succès et son titre de lauréat du concours de l’Union d’artistes de variétés à son numéro théâtral et mimique «Chaplin».

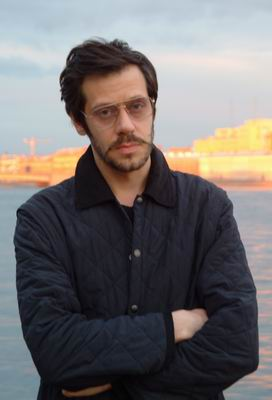
Youri Khanon, Saint-Pétersbourg, 2008.

Alexandre Menaker a également beaucoup appris de Savoyarov. On distingue l’école excentrique de Savoyarov dans la manière d’exécution d’Andreï Mironov (fils de Menaker) ainsi que dans les rôles musicaux du jeune Konstantin Raikine (fils d'Arkady). Une des chansons de Savoyarov de 1915 (une scène rurale « Les Clairons »/« Trubachi ») est exécutée par Andreï Mironov dans le fameux film d’Eldar Riazanov « Ayez un mot pour le pauvre hussard » («O bednom gusare zamolvite slovo»): «Dans le village courent des gamins/ Des jeunes filles, des femmes, des enfants / Comme une nuée de sauterelles / Des clairons sonnent du clairon». (« Po selu begut malchishki, Devki, babi, rebyatishki, Slovno staya saranchi, V trubi duyut trubachi... ») La musique pour ce numéro a été écrite à nouveau par le compositeur Andreï Petrov, mais le texte de Savoyarov est resté presque inchangé.
Cependant l’influence artistique la plus éloquente de Mikhaïl Savoyarov se retrouve probablement chez son petit-fils, «canoniste» et compositeur, lauréat de «l’Oscar européen» de l’année 1988, écrivain et artiste portant le pseudonyme Youri Khanon. On dirait que Mikhaïl Savoyarov s'est incarné dans son petit-fils… sous une forme philosophique et académique. Une autre petite-fille du «Roi de l’Excentrique», Tatiana Savoyarova est également connue en tant qu'artiste peintre originale (on pourrait la qualifier, dans une certaine mesure, de surréaliste et d'excentrique).
Le style artistique de Savoyarov se distinguait par le charme d’une exécution «très vive», par son sens musical admirable, sa plasticité et son nuancement délicat, par une aptitude frappante aux métamorphoses et par son habileté à révéler le non-dit et à accompagner le chant par une danse ou une scène mimique. L’exécution pareille n’a qu’un seul inconvénient: il faut la voir et l’entendre personnellement. Pourtant les archives n’ont gardé ni enregistrements, ni fragments cinématographiques. L’héritage de Savoyarov présente des cahiers de musique édités, des photographies et des recueils de vers.

## Bibliographie

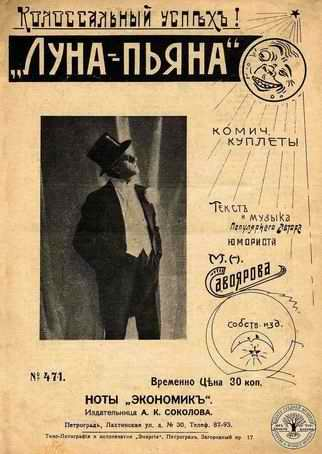
Mikhaïl Savoyarov, La lune ivre (couverture du cahier de musique), Petrograd, 1915.